# 黒娜さかき
黒娜 さかき（くろだ さかき）は、日本の漫画家。主にボーイズラブ誌で活躍するほかに、愛猫を題材にした猫漫画も執筆。

## 単行本
- トラの初恋（2004年、松文館）
- 恋の口火（2006年、茜新社）
- 青春ソバット（全4巻完結）（2008年から2011年、小学館）
- 猫もっちり（2009年、小学館）
- ねこやり-Salty Cat（2011年、祥伝社・Feelコミックス/月刊INIKK連載、小学館）
- かえってほしいの（2015年、祥伝社・onBLUE コミックス）
- ゆみなり （2016年、祥伝社・onBLUE コミックス）